# Liparochrus laevipennis
Liparochrus laevipennis är en skalbaggsart som beskrevs av Rudolph Petrovitz 1963. Liparochrus laevipennis ingår i släktet Liparochrus och familjen Hybosoridae. Inga underarter finns listade i Catalogue of Life.